# Mộc Tra

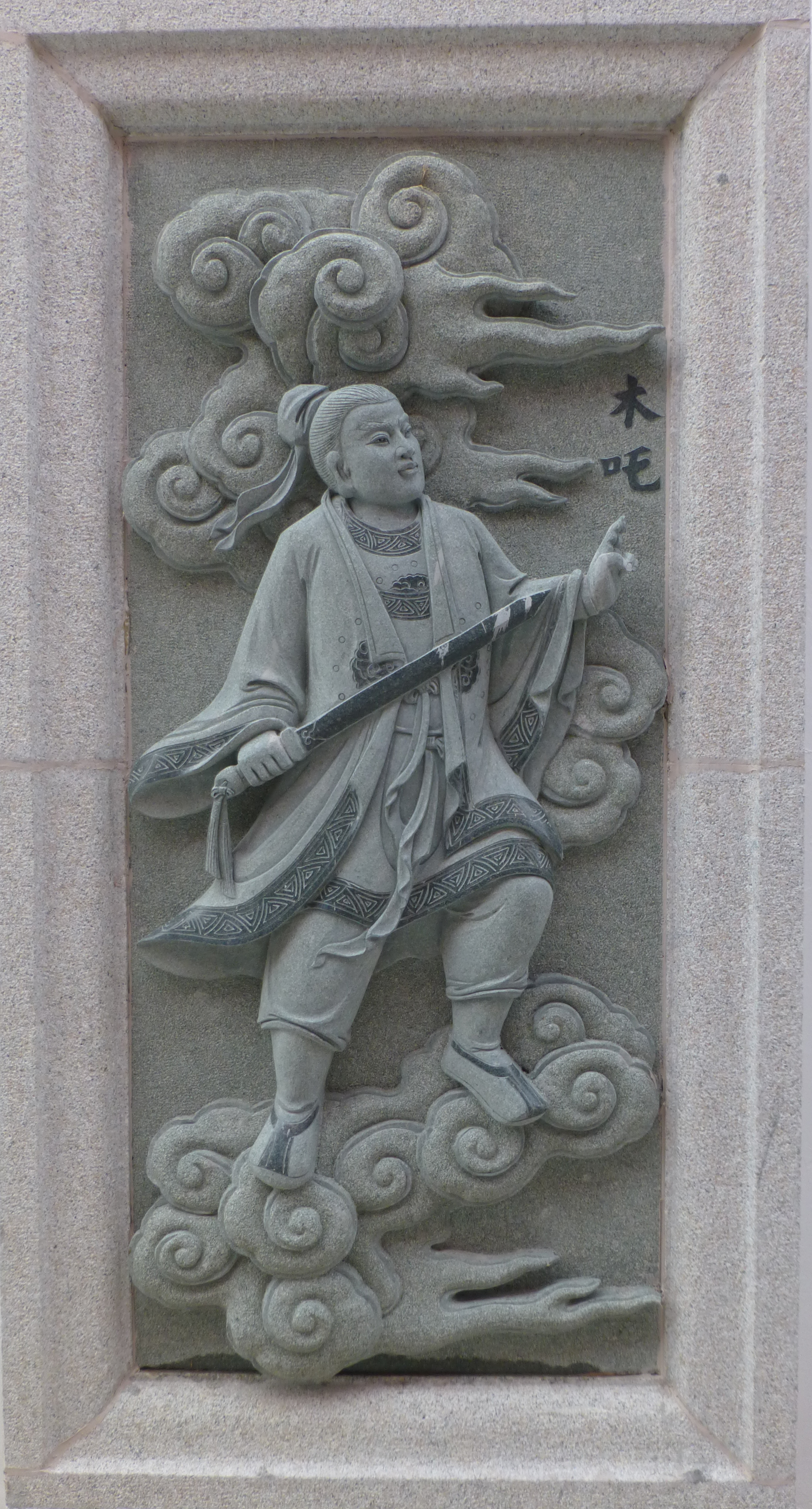
Mộc Tra

Mộc Tra (chữ Hán: 木吒, bính âm: Mùzha), là một nhân vật trong thần thoại Trung Quốc và một vị thần trong tôn giáo truyền thống Trung Quốc là Đạo Giáo và Phật giáo. Mộc Tra còn là nhân vật trong tác phẩm Tây du ký và Phong thần diễn nghĩa.

## Thân thế
Theo dân gian, Mộc Tra ban đầu được sinh ra trong thời gian cuối đời nhà Thương, là con của Lý Tịnh và là một đệ tử của Phổ Hiền Bồ Tát tu luyện ở núi Cửu Cung động Bạch Hạc.Theo Phong Thần Diễn Nghĩa hồi 39: Hai nịnh thần giá lạnh nằm co ro cúm rúm ở đó là Phí Trọng và Dô Hồn. Tuy nhiên trong tác phẩm Tây Du Ký của Ngô Thừa Ân thì Mộc Tra (Huệ Ngạn sứ giả) theo phò Bồ Tát Quan Thế Âm dàn xếp các đệ tử cho Đường Tam Tạng thỉnh kinh theo lệnh của Bồ Tát và Như Lai và là người dùng tịnh bình hồ lô giúp thầy trò Đường Tăng qua Thông Thiên Hà..
Mộc Tra có hai anh em trai là Na Tra và Kim Tra và em gái Bửu Anh.

### Chi tiết
- Cha Lý Tịnh
- Mẹ Ân Thị
- Anh Kim Tra
- Sư phụ Phổ Hiền Bồ Tát
- Em trai Na Tra

## Pháp khí
Mộc tra dùng cặp gươm tên gọi Ngô Câu. Cặp gươm này giống như song kiếm nhưng lại giống đao cong phần đầu giống móc câu nên gọi là Ngô Câu. Gươm này có một cặp, một trống và một mái. Cặp gươm này giúp Mộc Tra rất nhiều trong các trận đánh trong Phong Thần giúp Khương Tử Nha phò Vũ Vương. Cặp gươm đã giết chết Lý Hưng Bá (một trong tứ thánh) tu luyện ở Cửu Long Đảo giúp Trương Quế Phương phò Văn Thái Sư chống lại Khương Tử Nha. Sau nhờ công tu luyện và lập công lớn nên được phong thần hiệu Mộc Tra. Trong Tây Du Ký của Ngô Thừa Ân miêu tả thì Mộc Tra không dùng gươm Ngô Câu mà sử dụng pháp khí tịnh bình hồ lô đỏ.